# Randazzo
Randazzo es una localidad italiana de la provincia de Catania , región de Sicilia, con 11.212 habitantes.

Ubicación de la ciudad de Randazzo dentro de la provincia de Catania.

## Evolución demográfica
| Gráfica de evolución demográfica de Randazzo entre 1861 y 2001 |
|                                                                |
| Fuente ISTAT - elaboración gráfica de Wikipedia                |